# Nouan-le-Fuzelier
Nouan-le-Fuzelier è un comune francese di 2 519 abitanti situato nel dipartimento del Loir-et-Cher nella regione del Centro-Valle della Loira.

## Storia
La città di Nouan-le-Fuzelier potrebbe coincidere con l'antico oppidum gallico del popolo dei Biturigi, Noviodunum (Gaio Giulio Cesare, De bello Gallico, VII, 12) nel corso della conquista della Gallia dell'anno 52 a.C.

## Società

### Evoluzione demografica
Abitanti censiti